# Línea 134 (Montevideo)
La línea 134 fue una línea urbana de Montevideo, que unía Pocitos con Las Flores.

## Características
Esta línea fue inaugurada en los años treinta y disuelta en los años 1990, debido a su baja rentabilidad.

## Recorrido
| IDA: - Pocitos (Kibón) - Rambla Charles de Gaulle - Avenida Luis Alberto de Herrera - 26 de marzo - Miguel Barreiro - Rambla República del Perú - Avenida Brasil - Bulevar Artigas - Avenida 8 de Octubre - Avellino Miranda - Goes - Acevedo Díaz - Colonia - Fernández Crespo - Avenida de las Leyes - Avenida Agraciada - San Quintín - Santa Lucía - Eduardo Paz Aguirre - Avenida Luis Batlle Berres - Camino Tomkinson, - Cno. Manuel Flores | VUELTA: - Las Flores - Camino Tomkinson - Avenida Luis Batlle Berres - Eduardo Paz Aguirre - Santa Lucía - San Quintín - Juan B. Pandiani - Avenida Agraciada - Avenida de las Leyes - Madrid - Magallanes - Miguelete - Arenal Grande - Avenida Uruguay - Eduardo Acevedo - Mercedes - Eduardo Victor Haedo - Bulevar Artigas - Canelones - Avenida Brasil - Juan Benito Blanco - 26 de Marzo - Avenida Luis Alberto de Herrera - Rambla Charles de Gaulle - Pocitos |

## Barrios
El 134 circulaba por los barrios: Pocitos, Tres Cruces, Cordón, Aguada,  Bella Vista, Prado, Paso Molino,  Belvedere, Nuevo París, Paso de la Arena y Las Flores.